# Enrico Enriquez
Enrico Enriquez, né le 30 septembre 1701 à Campi Salentina dans l'actuelle province de Lecce, dans les Pouilles, alors dans le royaume de Naples et mort le 25 avril 1756 à Ravenne, est un cardinal italien  du XVIIIe siècle.
Enrico Enriquez est nommé archevêque titulaire de Nazianze en 1743 et envoyé comme nonce apostolique en Espagne de 1744 à 1753. Le pape Benoît XIV le crée cardinal-prêtre lors du consistoire du 26 novembre 1753. Il est légat apostolique à Ramandiola à partir de 1755 et rétablit l'indépendance de la république de San Marino.
es

## Biographie
Né en 1701, dans la Terre d'Otrante, d’une famille napolitaine distinguée, après avoir fait à Lecce des études qui le préparaient à entrer dans la carrière ecclésiastique, il fut chargé de plusieurs fonctions importantes dans l’État de l’Église, et reçut, entre autres, la mission de pacifier les troubles qui agitaient la république de Saint-Marin. Sa conduite conciliante lui mérita l’approbation des cardinaux, réunis en conclave après la mort de Clément XII. Envoyé en Espagne à la sollicitation de Philippe V, il y exerça la nonciature pendant dix années, et fut élevé ensuite au cardinalat par Benoît XIV. Une légation le fixa dans la Romagne, où il protégea les lettres et les académies. Il établit une chaire d’histoire ancienne, et une autre de philosophie morale, à Ravenne. Les jésuites se mirent sous sa protection, et l’un d’eux publia un drame à sa louange. Le P. Bartolommeo Carrara, théatin, composa l’oraison funèbre de ce cardinal, mort en 1736. Il est consacré le 29 décembre 1743 évêque titulaire de Nazianze par Benoît XIV avec comme co-consécrateurs Ferdinando Maria de Rossi et Martino Ignazio Caracciolo (it).

## Œuvres
Outre une Élégie à la mémoire de Clément XII, et un Discours pour la restauration de l’Académie de Lecce, on a du cardinal Henriquez une traduction italienne estimée de l'Imitation de Jésus-Christ, avec le latin en regard, des citations en notes, des réflexions sommaires traduites du français, et une préface qui donne l’indication d’une trentaine de versions en italien, et contient une notice de la Contestation sur l’auteur de ce livre, dans laquelle le sage traducteur ne prend point de parti, Rome, 1754 et 1755, 3 vol. in-8° sous la même pagination ; réimprimée, sans le texte, à Venise, 1775, 1782, in-12. On a prétendu que cette traduction était d’un jésuite, et que les pères de la société en avaient fait hommage au cardinal Henriquez, en le priant d’y attacher son nom, soit pour mieux la recommander, soit plutôt pour se recommander eux-mêmes : mais c’est là une assertion sans preuve, et le ton noble et impartial de la préface ne permet pas de douter que la traduction qu’elle annonce ne soit le fruit des veilles de ce docte et studieux prélat.

## Succession apostolique
Enrico Enriquez a ordonné les évêques suivants :
- Archevêque Manuel Quintano Bonifaz (es) (1749)
- Cardinal Francisco de Solís Folch de Cardona (1749)
- Évêque Giuseppe Antonio Piperni (1754)
- Évêque Giuseppe Maria Carafa, C.R. (1754)
- Évêque Ubaldo Baldassini, B. (1754)
- Évêque Filippo Mornati (1754)

### Sources
- Fiche du cardinal Enrico Enriquez sur le site fiu.edu